# Чертков Василь Олексійович
Василь Олексійович Чертков (1 (12) березня 1726 — 24(5 жовтня) вересня 1793) — губернатор Азовської губернії з 1775 по 1781 роки.

## Біографія
Чертков походив зі старовинного дворянського роду, родоначальники якого у XVI столітті позначалися в розрядних книгах воєводами. Були серед його предків стольники і митрополити.
Батько Василя Олексій Микитович Чертков служив в російському флоті капітаном 1-го рангу. Можна сказати, це був один із сподвижників Петра I, тих, хто створював російський флот. Саме з його діяльністю, очевидно, пов'язана символіка герба роду Черткових (човен). Помер Олексій Микитович у 1737 році, коли Василю було 11 років. Вчився Василь Чертков в Кадетському корпусі, після закінчення якого викладав математику у Навігаційній школі, що готувала гардемаринів.
Оскільки багато його родичів були військовими (зокрема генерал-майором, членом Військової колегії був Василь Олександрович Чертков), Василь з 22 років — на військовій службі.
Під час зведення на престол Катерини ІІ (в 1762 р.), у відомих подіях взяв активну участь близький родич Василя Олексійовича Євграф Олександрович Чертков (згодом дійсний статський радник і дійсний камергер). Тому не випадково всі Черткови в правління Катерини ІІ одержали високі військові і цивільні чини і звання, нагороди і земельні наділи. Не забула Катерина і Василя Олексійовича. 1764 року він отримав чин бригадира і був призначений обер-комендантом фортеці св. Єлизавети, де доля його зводить з Іваном Самойловичем Хорватом — сербом за національністю, генерал-майором, командиром Новосербського корпусу, засновником Єлисаветграду і батьком Йосипа Хорвата — правителя Катеринославського намісництва в 1794—1796 років, який свого часу, в 1792 році, змінив В. О. Черткова на посту Воронезького губернатора. Воістину, як мовиться, світ тісний.
Вже 1771 року В. О. Чертков стає генерал-майором і призначається головним командиром Дніпровської укріпленої лінії. Фактично він брав участь в спорудженні ряду кріпосних укріплень від Азовського моря до Дніпра. Служба Черткова припала на самий розпал російсько-турецької військової кампанії. Він був найближчим помічником Г. О. Потьомкіна з військової та адміністративної діяльності, що простежується з їх листування.
У 1775 році Черткова призначають Азовським цивільним і військовим губернатором. У його підпорядкуванні були всі регулярні війська в Приазов'ї. У 1777 році йому був присвоєний чин генерал-поручика і надане почесне звання шефа Луганського пікінерського полку.
У своїй адміністративній діяльності В. О. Чертков спирався на місцевих представників духівництва, дворян, міщан — еліти краю. Так, Феодосій Макаревській в своєму описі Катеринославської єпархії писав, що найближчою і самою довіреною особою Черткова був Кирило Тарах-Тарловський — «друг і добродійник людства», відомий під прізвиськом «дикий піп». Познайомилися вони ще в Петербурзі, вони знов зустрілися на півдні, де Тарловський, ховаючись від переслідування, знайшов заступництво Черткова і взяв активну участь у впорядкуванні краю, будівництві десятків сіл і церков, Самаського монастиря.
Саме В. О. Черткову було доручене Г. Потьомкіним у 1775 році підшукати місце для губернського центру Азовської губернії, майбутнього Катеринослава. Він затвердив і план спорудження міста на Кильчені. В умовах військового протистояння В. О. Чертков, ймовірно, із стратегічних міркувань, вибрав для губернського міста добре захищене місце. У гирлі Кильчені, в південно-східній частині міста, планувалося побудувати фортецю для захисту міста.
Резиденція губернатора Азовської губернії знаходилася в Білевській фортеці і лише 1778 року, коли в Катеринославі І були закінчені необхідні споруди, губернська канцелярія переїхала в губернське місто. Як згодом виявилося, місце для Катеринослава було вибране невдало, оскільки весною затоплялося водою, а адміністративно-територіальні перетворення в південних землях привели до того, що місто виявилося віддаленим від важливих торгових шляхів. У 1783 році з Азовської і Новоросійської губерній створюється Катеринославське намісництво, центром якого став згодом Катеринослав ІІ (Правобережний). Але в цей час В. О. Чертков вже був адміністратором у Воронезькому (1782—1793) і Харківському (1782—1787) наміснитцтвах. Під час подорожі Катерини ІІ по приєднаних до Росії південних землях, імператриця відвідала і Харків, де її приймали по обряду, який розробив сам Чертков (свого часу П. Бартєнєв опублікував цей твір Черткова під назвою «Обряд при высочайшем шествии императрицы Екатерины II через Харьковское наместничество»). Тоді ж, у 1787 році, до Воронезької губернії приєднали Саратовська губернія, якою також управляв Василь Чертков.
Катерина II високо відзначила заслуги Черткова, нагородивши його орденами Анни 1-й ступеня і Олександра Невського, подарувавши діамантовий перстень вартістю 6 тисяч рублів.

### Літературна діяльність
В. О. Чертков відомий як письменник і перекладач. Він був автором комедії «Кавовий будинок», яка була поставлена в Єлисаветграді у 1770 році і опублікована в Кременчуку. У Воронежі його вважають зачинателем місцевого театрального мистецтва, оскільки 1787 року саме в намісницькому будинку проходили перші театральні вистави.

## Родина
Дружиною Черткова була Наталія Дмитрівна Семічева (1730—1790 рр.). Цікавий факт: при її похованні в Покровському дівочому монастирі 21 травня 1790 року надгробне слово вимовляв префект духовної семінарії Є. О. Болховітінов, згодом — архімандрит Євгеній. Чета Черткових мала четверо дітей: 2 дочки — Ганна і Варвара і два сини — Дмитро і Микола. Найбільш відомий Дмитро Васильович Чертков (1758—1831 рр.), який був найбагатшою людиною в губернії, завдяки вигідному одруженню, і 20 років обирався губернським предводителем дворянства.
В. О. Чертков не мав великих земельних володінь. Йому належали невеликі маєтки в Землянському і Воронезькому повітах Воронезької губернії. У одному з них, в с. Хвощеватка, він і помер 24 вересня 1793 року. Похований у Воронежі.